# Дуайер, Джон Дункан
Джон Дункан Дуайер (англ. John Duncan Dwyer, 1915 — 6 декабря 2005) —  американский ботаник, почётный профессор биологии.    

## Биография
Джон Дункан Дуайер родился в 1915 году.
Дуайер был научным сотрудником Ботанического сада Миссури с 1954 года, а в 1984 году был избран членом Лондонского Линнеевского общества.
Он преподавал в Сент-Луисском университете в течение более 30 лет и был хорошо известен своим передовым педагогическим опытом. Дуайер вышел на пенсию в 1985 году, став почётным профессором в области биологии.
Джон Дункан Дуайер был автором более 60 научных статей и докладов. Его знания и опыт в ботанической систематике были признаны во всём мире.
Дуайер завершил полевые работы в Панаме, Белизе и Гватемале. Он также собрал и сохранил образцы растений в каждой из стран Центральной Америки, а также в Колумбии, Перу, Эквадоре и Саудовской Аравии. Многие из этих образцов были размещены в Ботаническом саду Миссури. Дуайер внёс значительный вклад в ботанику, описав множество видов семенных растений.
Джон Дункан Дуайер умер 6 декабря 2005 года в возрасте 90 лет.

## Научная деятельность
Джон Дункан Дуайер специализировался на семенных растениях.